# Bonito (Pará)
Bonito è un comune del Brasile nello Stato del Pará, parte della mesoregione del Nordeste Paraense e della microregione di Bragantina.